# Козловское сельское поселение (Бутурлиновский район)
Козловское сельское поселение — муниципальное образование в Бутурлиновском районе Воронежской области.
Административный центр — село Козловка.

## Население
| 2010  | 2012  | 2013  | 2014  | 2015  | 2016  | 2017  | 2018  | 2019  |
| ----- | ----- | ----- | ----- | ----- | ----- | ----- | ----- | ----- |
| 3137  | ↘3086 | ↘3034 | ↘3006 | ↘2906 | ↘2846 | ↘2820 | ↘2785 | ↘2727 |
| 2020  | 2021  |       |       |       |       |       |       |       |
| ↘2706 | ↘2522 |       |       |       |       |       |       |       |

## Административное деление
Состав поселения:
- село Козловка.